# SpVg Heepen
Die SpVg Heepen (offiziell: Sportvereinigung Heepen e.V.) ist ein Sportverein aus dem Bielefelder Stadtteil Heepen. Der Verein wurde am 24. Juli 1894 gegründet und hat etwa 1.950 Mitglieder in 13 Abteilungen. Die Handballmannschaft der Frauen spielte sechs Jahre in der Regionalliga und nahm zweimal am DHB-Pokal der Frauen teil.

## Geschichte
Der Verein geht auf den am 24. Juli 1894 gegründeten Turnverein Heepen zurück. Zweiter Stammverein war der proletarische Arbeitersportverein Jahn Heepen, der im Jahre 1904 gegründet wurde und dem Arbeiter-Turn- und Sportbund (ATSB) angehörte. Nach der Machtübernahme der Nationalsozialisten im Jahre 1933 wurde der ATSB mitsamt den ihnen angeschlossenen Vereine zwangsweise aufgelöst. Beide Vereine fusionierten daraufhin zum Sportverein Heepen. Nach dem Ende des Zweiten Weltkrieges wurde daraus schließlich am 16. August 1945 die heutige Sportvereinigung Heepen.
Neben Handball und Fußball hat der Verein noch die Abteilungen Herzsport, Inlineskating, Ju Jutsu, Karate, Kunstturnen, Schwimmen, Taijiquan, Tennis, Tischtennis und Volleyball an. Die Handballabteilung der SpVg Heepen bildete im Jahre 1986 mit der vom TSV Altenhagen 03 die Spielgemeinschaft TSG Altenhagen-Heepen. Die Schwimmabteilung bildete im Jahre 1997 mit dem 1. Bielefelder Schwimmverein und dem SV Brackwede das Schwimmteam Bielefeld.

## Handball

Stammbaum der SpVg Heepen

### Geschichte
Im Jahre 1927 wurde im Turnverein Heepen eine Handballabteilung gegründet. Die Frauenmannschaft stieg im Jahre 1977 in die Oberliga Westfalen auf und wurde auf Anhieb dort Vizemeister hinter dem Hasper SV. Drei Jahre später wurden die Heeperinnen erneut Vizemeister, dieses Mal hinter dem TuS AdH Weidenau. Da die seinerzeit zweitklassige Regionalliga West aufgestockt wurde, reichte die Vizemeisterschaft zum Aufstieg. In der Regionalligasaison 1980/81 belegten die Heeperinnen als Aufsteiger auf Anhieb den dritten Platz und verpassten die Aufstiegsrunde zur Bundesliga nur um einen Punkt. Der dritte Platz konnte in der folgenden Saison 1981/82 wiederholt werden, bevor die Mannschaft in den folgenden Jahren bis zur Fusion ins Mittelfeld der Tabelle zurückfiel.
Zweimal qualifizierten sich die Heeperinnen für den DHB-Pokal der Frauen. In der Saison 1980/81 sorgte die Mannschaft für Furore. In der ersten Runde schlug die SpVg den Bundesligisten Pulheimer SC mit 14:13 nach Verlängerung, bevor die Mannschaft im folgenden Achtelfinale den VfL Engelskirchen mit 18:17 schlug und damit einen weiteren Bundesligisten aus dem Wettbewerb warf. Das Aus für die Heepenerinnen kam dann schließlich im Viertelfinale nach einer 20:13-Niederlage beim Bundesligisten VfL Oldenburg. Bei der zweiten DHB-Pokalteilnahme in der Saison 1982/83 schied die SpVg bereits in der ersten Runde aus, nachdem die Mannschaft sich erst in der zweiten Verlängerung mit 17:20 dem Nord-Regionalligisten SC Germania List geschlagen geben musste.
Die Männermannschaft der SpVg Heepen stieg im Jahre 1980 in die seinerzeit viertklassige Oberliga Westfalen auf. Mit einem Punkt Rückstand auf den TuS Ferndorf folgte der direkte Wiederabstieg. Die weibliche A-Jugend der SpVg Heepen wurde im Jahre 1977 Westdeutscher Meister und qualifizierte sich für die Deutsche Meisterschaft. Dort scheiterte die Mannschaft bereits in der ersten Runde an den Reinickendorfer Füchsen.

### Persönlichkeiten
- Diethard von Boenigk, wurde Bundesligaspieler beim TBV Lemgo
- Renate Schubert, zuvor deutsche Meisterin mit dem TuS Eintracht Minden

## Fußball

### Geschichte
Den Fußballern der SpVg Heepen gelang im Jahre 1950 erstmals der Aufstieg in die Bezirksklasse. Sechs Jahre später reichte der vorletzte Platz nur deshalb zum Klassenerhalt, da im Zuge der Einführung der Verbandsliga Westfalen der Abstieg in der Bezirksklasse ausgesetzt wurde. Ein Jahr später stiegen die Heeper dann sportlich ab und kehrten im Jahre 1960 zurück. Damit wurde die erfolgreichste Phase im Heeper Fußball eingeläutet. Nach einer Vizemeisterschaft im Jahre 1967 hinter dem Lokalrivalen VfL Schildesche gelang ein Jahr später der Aufstieg in die seinerzeit viertklassige Landesliga Westfalen. Gleich in der Aufstiegssaison 1968/69 erreichte die SpVg mit Rang zwölf den sportlichen Zenit. Zwei Jahre später folgte der Abstieg in die Bezirksklasse.
In der folgenden Bezirksklassensaison 1971/72 wurden die Heepener direkt in die Kreisliga durchgereicht. Erst im Jahre 1983 gelang auf kuriose Weise die Rückkehr in die Bezirksliga. Während die erste Mannschaft in die Kreisliga B abstieg, wurde die zweite Mannschaft in der Parallelstaffel Meister, schaffte den Aufstieg und wurde zur neuen ersten Mannschaft. Zwölf Jahre lang gehörte der Verein der Bezirksliga an und erreichte in der Saison 1988/89 mit Rang fünf die beste Platzierung dieser Ära. 1995 ging es wieder zurück in die Kreisliga, bevor die Heeper in den Jahren 1996/97 und 1998/99 noch zweimal für je ein Jahr in die Bezirksliga zurückkehren konnten. Im Jahre 2012 stiegen die Heeper in die Kreisliga B ab, bevor drei Jahre später der Wiederaufstieg in die Kreisliga A gelang. 
2020 stiegen die Heeper in die Bezirksliga auf, mussten aber zwei Jahre später wieder absteigen. Der Wiederaufstieg in die Bezirksliga gelang dann im Jahre 2024.

### Stadion

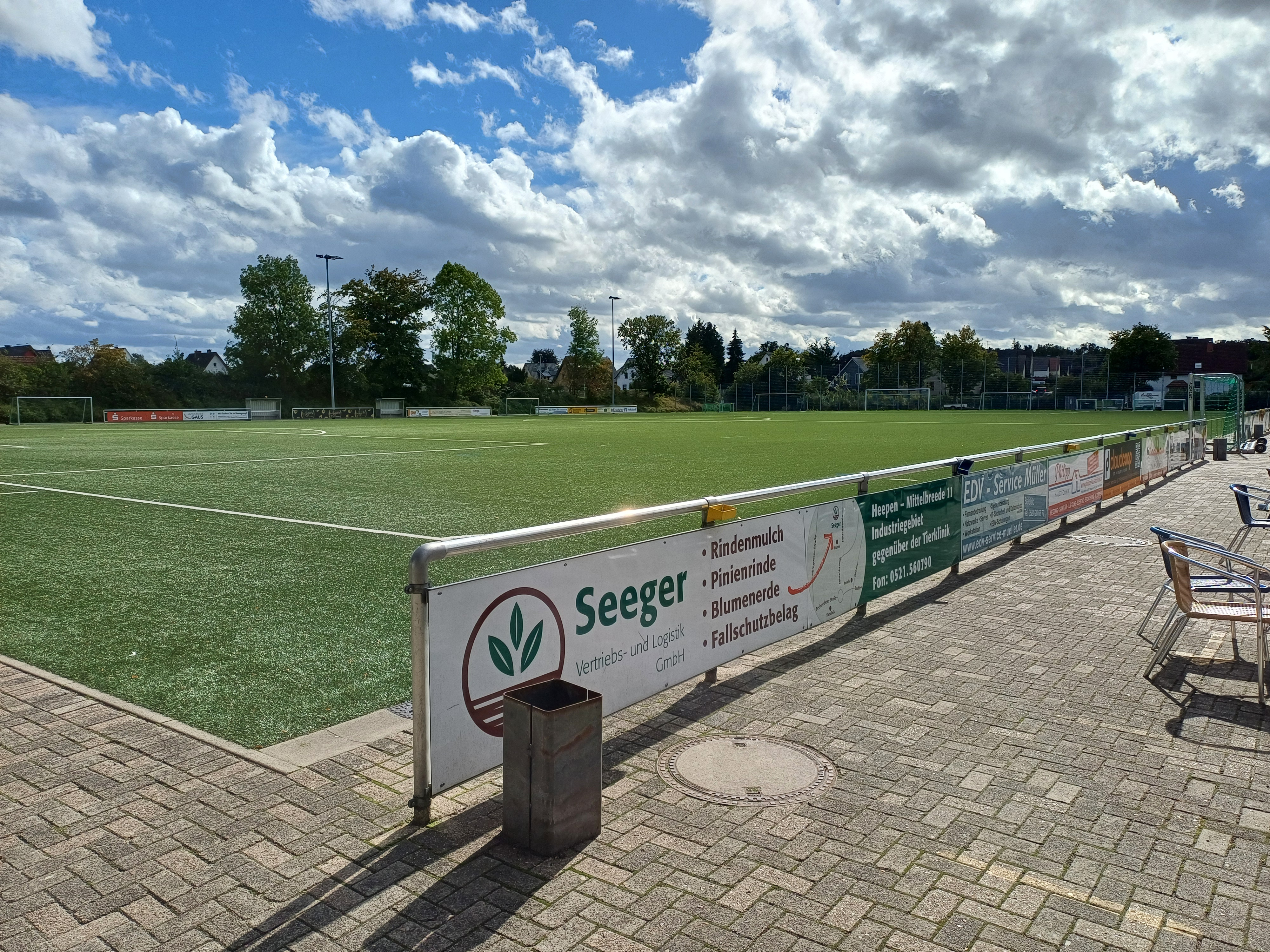
Monte Pelmo Fußballpark

Heimspielstätte ist der Monte Pelmo Fußballpark. Das Gelände befindet sich im Osten Heepens am Lübrasser Weg. Der Fußballpark bietet Platz für 1000 Zuschauer und es wird auf Kunstrasen gespielt. Im Oktober 2022 erwarb die Eisdiele Monte Pelmo die Namensrechte des Fußballplatzes, der zuvor als Sportplatz Schützenberg bekannt war. Die Fußballer des Arbeitersportvereins Jahn Heepen spielten seit der Gründung der Fußballabteilung im Jahre 1918 auf der Fehring’schen Wiese an der heutigen Amtmann-Bullrich-Straße. Ab 1921 nutzte der Verein die so genannte „Ochsenwiese“ am Kirchfeldweg.

### Erfolge
- Meister der Bezirksklasse: 1968
- Meister der 1. Kreisklasse/Kreisliga A: 1950, 1960, 1983, 1996, 1998, 2024
- Kreispokalsieger: 1950, 1991
- Ü-32-Westfalenmeister: 2000[15]

### Saisonbilanzen
Grün unterlegte Platzierungen kennzeichnen einen Aufstieg während rot unterlegte Platzierungen auf Abstiege hinweisen.
| Saisonbilanzen 1950 bis 1988 | Saisonbilanzen 1950 bis 1988   | Saisonbilanzen 1950 bis 1988 | Saisonbilanzen 1950 bis 1988 | Saisonbilanzen 1950 bis 1988 | Saisonbilanzen 1950 bis 1988 |
| Saison                       | Liga                           | Level                        | Platz                        | Punkte                       |                              |
| ---------------------------- | ------------------------------ | ---------------------------- | ---------------------------- | ---------------------------- | ---------------------------- |
| 1950/51                      | Bezirksklasse Westfalen, Gr. 1 | V                            | 09.                          | 31:29                        |                              |
| 1951/52                      | Bezirksklasse Westfalen, Gr. 1 | V                            | 10.                          | 30:30                        |                              |
| 1952/53                      | Bezirksklasse Westfalen, Gr. 1 | V                            | 06.                          | 34:26                        |                              |
| 1953/54                      | Bezirksklasse Westfalen, Gr. 1 | V                            | 07.                          | 33:31                        |                              |
| 1954/55                      | Bezirksklasse Westfalen, Gr. 1 | V                            | 10.                          | 28:36                        |                              |
| 1955/56                      | Bezirksklasse Westfalen, Gr. 1 | V                            | 13.                          | 16:36                        |                              |
| 1956/57                      | Bezirksklasse Westfalen, Gr. 1 | V                            | 14.                          | 19:37                        |                              |
| 1957/58                      | Kreisklasse Bielefeld          | VI                           |                              |                              |                              |
| 1958/59                      | Kreisklasse Bielefeld          | VI                           |                              |                              |                              |
| 1959/60                      | Kreisklasse Bielefeld          | VI                           | 01.                          |                              |                              |
| 1960/61                      | Bezirksklasse Westfalen, Gr. 2 | V                            | 11.                          | 24:32                        |                              |
| 1961/62                      | Bezirksklasse Westfalen, Gr. 2 | V                            | 7.                           | 29:27                        |                              |
| 1962/63                      | Bezirksklasse Westfalen, Gr. 2 | V                            | 11.                          | 26:30                        |                              |
| 1963/64                      | Bezirksklasse Westfalen, Gr. 2 | V                            | 12.                          | 22:30                        |                              |
| 1964/65                      | Bezirksklasse Westfalen, Gr. 2 | V                            | 04.                          | 34:26                        |                              |
| 1965/66                      | Bezirksklasse Westfalen, Gr. 2 | V                            | 09.                          | 30:34                        |                              |
| 1966/67                      | Bezirksklasse Westfalen, Gr. 2 | V                            | 02.                          | 40:16                        |                              |
| 1967/68                      | Bezirksklasse Westfalen, Gr. 2 | V                            | 01.                          | 46:10                        |                              |
| 1968/69                      | Landesliga Westfalen, Gr. 1    | IV                           | 12.                          | 28:32                        |                              |
| 1969/70                      | Landesliga Westfalen, Gr. 1    | IV                           | 13.                          | 26:34                        |                              |
| 1970/71                      | Landesliga Westfalen, Gr. 1    | IV                           | 14.                          | 17:43                        |                              |
| 1971/72                      | Bezirksliga Westfalen, Gr. 2   | V                            | 16.                          | 14:46                        |                              |
| 1972/73                      | 1. Kreisklasse Bielefeld       | VI                           | 04.                          | 32:28                        |                              |
| 1973/74                      | 1. Kreisklasse Bielefeld       | VI                           | 12.                          | 24:32                        |                              |
| 1974/75                      | 1. Kreisklasse Bielefeld       | VI                           | 05.                          | 28:28                        |                              |
| 1975/76                      | 1. Kreisklasse Bielefeld       | VI                           | 07.                          | 27:29                        |                              |
| 1976/77                      | 1. Kreisklasse Bielefeld       | VI                           | 11.                          | 26:30                        |                              |
| 1977/78                      | Kreisliga A Bielefeld          | VI                           | 04.                          | 34:18                        |                              |
| 1978/79                      | Kreisliga A Bielefeld          | VII                          | 10.                          | 28:32                        |                              |
| 1979/80                      | Kreisliga A Bielefeld          | VII                          | 13.                          | 26:34                        |                              |
| 1980/81                      | Kreisliga A1 Bielefeld         | VII                          | 03.                          | 42:18                        |                              |
| 1981/82                      | Kreisliga A1 Bielefeld         | VII                          | 03.                          | 39:21                        |                              |
| 1982/83                      | Kreisliga A1 Bielefeld         | VII                          | 16.                          | 17:43                        |                              |
| 1983/84                      | Bezirksliga Westfalen, Gr. 2 a | VI                           | 09.                          | 30:30                        |                              |
| 1984/85                      | Bezirksliga Westfalen, Gr. 2   | VI                           | 08.                          | 30:30                        |                              |
| 1985/86                      | Bezirksliga Westfalen, Gr. 2   | VI                           | 09.                          | 28:32                        |                              |
| 1986/87                      | Bezirksliga Westfalen, Gr. 2   | VI                           | 07.                          | 29:31                        |                              |
| 1987/88                      | Bezirksliga Westfalen, Gr. 2   | VI                           | 10.                          | 30:34                        |                              |

| Saisonbilanzen seit 1988 | Saisonbilanzen seit 1988     | Saisonbilanzen seit 1988 | Saisonbilanzen seit 1988 | Saisonbilanzen seit 1988 | Saisonbilanzen seit 1988 |
| Saison                   | Liga                         | Level                    | Platz                    | Punkte                   |                          |
| ------------------------ | ---------------------------- | ------------------------ | ------------------------ | ------------------------ | ------------------------ |
| 1988/89                  | Bezirksliga Westfalen, Gr. 2 | VI                       | 05.                      | 30:30                    |                          |
| 1989/90                  | Bezirksliga Westfalen, Gr. 2 | VI                       | 08.                      | 30:30                    |                          |
| 1990/91                  | Bezirksliga Westfalen, Gr. 2 | VI                       | 07.                      | 30:30                    |                          |
| 1991/92                  | Bezirksliga Westfalen, Gr. 2 | VI                       | 06.                      | 33:27                    |                          |
| 1992/93                  | Bezirksliga Westfalen, Gr. 2 | VI                       | 07.                      | 33:27                    |                          |
| 1993/94                  | Bezirksliga Westfalen, Gr. 2 | VI                       | 08.                      | 26:30                    |                          |
| 1994/95                  | Bezirksliga Westfalen, Gr. 2 | VII                      | 16.                      | 12:48                    |                          |
| 1995/96                  | Kreisliga A1 Bielefeld       | VIII                     | 01.                      | 62                       |                          |
| 1996/97                  | Bezirksliga Westfalen, Gr. 2 | VII                      | 15.                      | 33                       |                          |
| 1997/98                  | Kreisliga A1 Bielefeld       | VIII                     | 01.                      | 86                       |                          |
| 1998/99                  | Bezirksliga Westfalen, Gr. 2 | VII                      | 16.                      | 28                       |                          |
| 1999/00                  | Kreisliga A1 Bielefeld       | VIII                     | 07.                      | 49                       |                          |
| 2000/01                  | Kreisliga A1 Bielefeld       | VIII                     | 02.                      | 62                       |                          |
| 2001/02                  | Kreisliga A Bielefeld        | VIII                     | 09.                      | 48                       |                          |
| 2002/03                  | Kreisliga A Bielefeld        | VIII                     | 13.                      | 38                       |                          |
| 2003/04                  | Kreisliga A Bielefeld        | VIII                     | 09.                      | 36                       |                          |
| 2004/05                  | Kreisliga A Bielefeld        | VIII                     | 15.                      | 16                       |                          |
| 2005/06                  | Kreisliga B1 Bielefeld       | IX                       | 06.                      | 45                       |                          |
| 2006/07                  | Kreisliga B1 Bielefeld       | IX                       | 05.                      | 47                       |                          |
| 2007/08                  | Kreisliga B1 Bielefeld       | IX                       | 10.                      | 32                       |                          |
| 2008/09                  | Kreisliga B1 Bielefeld       | X                        | 01.                      | 73                       |                          |
| 2009/10                  | Kreisliga A Bielefeld        | IX                       | 13.                      | 28                       |                          |
| 2010/11                  | Kreisliga A Bielefeld        | IX                       | 13.                      | 30                       |                          |
| 2011/12                  | Kreisliga A Bielefeld        | IX                       | 16.                      | 08                       |                          |
| 2012/13                  | Kreisliga B1 Bielefeld       | X                        | 06.                      | 47                       |                          |
| 2013/14                  | Kreisliga B1 Bielefeld       | X                        | 05.                      | 50                       |                          |
| 2014/15                  | Kreisliga B1 Bielefeld       | X                        | 01.                      | 69                       |                          |
| 2015/16                  | Kreisliga A Bielefeld        | IX                       | 12.                      | 31                       |                          |
| 2016/17                  | Kreisliga A Bielefeld        | IX                       | 10.                      | 36                       |                          |
| 2017/18                  | Kreisliga A Bielefeld        | IX                       | 08.                      | 42                       |                          |
| 2018/19                  | Kreisliga A Bielefeld        | IX                       | 11.                      | 37                       |                          |
| 2019/20                  | Kreisliga A Bielefeld        | IX                       | 03.                      | 2,26 b                   |                          |
| 2020/21                  | Bezirksliga Westfalen, Gr. 2 | VIII                     | annulliert c             | annulliert c             |                          |
| 2021/22                  | Bezirksliga Westfalen, Gr. 2 | VIII                     | 17.                      | 14                       |                          |
| 2022/23                  | Kreisliga A Bielefeld        | IX                       | 04.                      | 59                       |                          |
| 2023/24                  | Kreisliga A Bielefeld        | IX                       | 01.                      | 73                       |                          |
| 2024/25                  | Bezirksliga Westfalen, Gr. 2 | VIII                     | 10.                      | 45                       |                          |

### Persönlichkeiten
- Justin Lukas, wurde Drittligaspieler bei Arminia Bielefeld